# UEFA Champions League 2015-2016 (qualificazioni)
Le qualificazioni alla UEFA Champions League 2015-2016 sono iniziate il 30 giugno 2015 e sono terminate il 5 agosto 2015. Hanno partecipato a questa prima fase della competizione 51 club: 15 di essi si sono qualificati al successivo turno di spareggi, composto da 20 squadre.

## Date
| Turno         | Sorteggio                            | Andata                   | Ritorno           |
| ------------- | ------------------------------------ | ------------------------ | ----------------- |
| Primo turno   | 22 giugno 2015, ore 12:00 CET (Nyon) | 30 giugno-1º luglio 2015 | 7 luglio 2015     |
| Secondo turno | 22 giugno 2015, ore 12:00 CET (Nyon) | 14-15 luglio 2015        | 21-22 luglio 2015 |
| Terzo turno   | 17 luglio 2015, ore 12:00 CET (Nyon) | 28-29 luglio 2015        | 4-5 agosto 2015   |

## Squadre
| Legenda                                                                                    |
| ------------------------------------------------------------------------------------------ |
| I club vincitori del terzo turno avanzano al turno di spareggi                             |
| I club eliminati nel terzo turno partecipano al turno di spareggi della UEFA Europa League |
| I club sconfitti nel primo e nel secondo turno sono eliminati                              |

| Squadre          | Coeff    |
| Campioni         | Campioni |
| ---------------- | -------- |
| Basilea          | 84.875   |
| RB Salisburgo    | 43.135   |
| Viktoria Plzeň   | 41.825   |
| Piazzati         |          |
| Shakhtar Donetsk | 86.033   |
| Ajax             | 66.195   |
| CSKA Mosca       | 55.599   |
| Club Brugge      | 41.440   |
| Monaco           | 31.483   |
| Young Boys       | 31.375   |
| Sparta Praga     | 30.825   |
| Fenerbahçe       | 30.020   |
| Panathīnaïkos    | 19.880   |
| Rapid Vienna     | 15.635   |

| Squadre          | Coeff    |
| Campioni         | Campioni |
| ---------------- | -------- |
| Steaua Bucarest  | 40.259   |
| Celtic           | 39.080   |
| APOEL Nicosia    | 35.460   |
| BATE Borisov     | 35.150   |
| Ludogorets       | 25.350   |
| Dinamo Zagabria  | 24.700   |
| Maribor          | 22.225   |
| Maccabi Tel Aviv | 18.200   |
| Lech Poznań      | 17.300   |
| Partizan         | 14.775   |
| Malmö            | 12.545   |
| Qarabag          | 11.500   |
| HJK              | 11.140   |
| Molde            | 10.375   |
| Midtjylland      | 7.960    |

| Squadre        | Coeff    |
| Campioni       | Campioni |
| -------------- | -------- |
| Videoton       | 7.950    |
| Skënderbeu     | 5.575    |
| Sarajevo       | 5.500    |
| Ventspils      | 5.350    |
| Dila Gori      | 4.875    |
| AS Trenčín     | 4.250    |
| Žalgiris       | 3.900    |
| Astana         | 3.825    |
| Milsami Orhei  | 3.750    |
| Rudar Pljevlia | 3.375    |
| Vardar         | 3.175    |
| Stjarnan       | 3.100    |
| Fola Esch      | 2.525    |
| Dundalk        | 2.150    |
| Hibernians     | 1.591    |

| Squadre          | Coeff    |
| Campioni         | Campioni |
| ---------------- | -------- |
| The New Saints   | 5.575    |
| Levadia Tallinn  | 4.200    |
| Pyunik           | 3.550    |
| Santa Coloma     | 2.666    |
| Crusaders        | 2.475    |
| B36 Torshavn     | 1.450    |
| Lincoln Red Imps | 0.550    |
| Folgore/Falciano | 0.349    |

## Primo turno

### Sorteggio
Partecipano al primo turno 8 squadre. Il sorteggio è stato effettuato il 22 giugno 2015.
| Teste di serie                                     | Non teste di serie                                       |
| -------------------------------------------------- | -------------------------------------------------------- |
| The New Saints Levadia Tallinn Pyunik Santa Coloma | Crusaders B36 Torshavn Lincoln Red Imps Folgore/Falciano |

### Risultati

#### Andata
| Arbitro: | Dimitrios Massias |

|                              |           |            |
| Satumyan 45+2’ Romero Jr 48’ | Marcatori | 71’ Hirsch |

| Gibilterra 30 giugno 2015, ore 20:00 CET | Lincoln Red Imps | 0 – 0 referto | FC Santa Coloma | Victoria Stadium (ca 1.520 spett.)\| Arbitro: \| Johnny Casanova \| |
| Arbitro:                                 | Johnny Casanova  |               |                 |                                                                     |

| Belfast 30 giugno 2015, ore 20:45 CET | Crusaders          | 0 – 0 referto | Levadia Tallinn | Seaview (1.748 spett.)\| Arbitro: \| Thorvaldur Árnason \| |
| Arbitro:                              | Thorvaldur Árnason |               |                 |                                                            |

| Arbitro: | Sven Bindels |

|                 |           |                      |
| H. Samuelsen 7’ | Marcatori | 9’ Quigley 90’ Wilde |

#### Ritorno
| Arbitro: | Giorgi Kruashvili |

|          |           |            |
| Luts 22’ | Marcatori | 4’ Carvill |

| Arbitro: | Roomer Tarajev |

|          |           |                            |
| Lima 44’ | Marcatori | 48’ Bardon 64’ L. Casciaro |

| Arbitro: | Ville Nevalainen |

|                                  |           |                     |
| Wilde 15’, 27’, 47’ Williams 89’ | Marcatori | 90+1’ Ł. Cieślewicz |

| Arbitro: | Ignasi Villamayor Rozados |

|            |           |                                 |
| Traini 65’ | Marcatori | 6’ K. Hovhannisyan 41’ Satumyan |

#### Tabella riassuntiva
| Squadra 1        | Totale      | Squadra 2        | Andata | Ritorno |
| ---------------- | ----------- | ---------------- | ------ | ------- |
| Lincoln Red Imps | 2 - 1       | Santa Coloma     | 0 - 0  | 2 - 1   |
| Crusaders        | 1 - 1 (gfc) | Levadia Tallinn  | 0 - 0  | 1 - 1   |
| Pyunik           | 4 - 2       | Folgore/Falciano | 2 - 1  | 2 - 1   |
| B36 Torshavn     | 2 - 6       | The New Saints   | 1 - 2  | 1 - 4   |

## Secondo turno

### Sorteggio
| Gruppo 1                                           | Gruppo 1                                         | Gruppo 2                                       | Gruppo 2                                                    | Gruppo 3                                                                 | Gruppo 3                                                              |
| Teste di serie                                     | Non teste di serie                               | Teste di serie                                 | Non teste di serie                                          | Teste di serie                                                           | Non teste di serie                                                    |
| -------------------------------------------------- | ------------------------------------------------ | ---------------------------------------------- | ----------------------------------------------------------- | ------------------------------------------------------------------------ | --------------------------------------------------------------------- |
| APOEL Maribor Maccabi Tel Aviv Lech Poznań Qarabağ | Sarajevo Astana Rudar Pljevlja Vardar Hibernians | Celtic BATE Borisov Malmö HJK Molde Midtylland | Lincoln Red Imps Ventspils Žalgiris Pyunik Stjarnan Dundalk | Steaua București Ludogorets Dinamo Zagabria Partizan Videoton Skënderbeu | Dila Gori AS Trenčín Crusaders Milsami Orhei The New Saints Fola Esch |

### Risultati

#### Andata
| Arbitro: | Jakob Kehlet |

|              |           |                                           |
| Jemeļins 63’ | Marcatori | 75’ (rig.) Zeneli 86’ Jallow 90+2’ Tanaka |

| Nicosia 14 luglio 2015, ore 19:00 CET | APOEL          | 0 – 0 referto | Vardar | Stadio Neo GSP\| Arbitro: \| Aliyar Aghayev \| |
| Arbitro:                              | Aliyar Aghayev |               |        |                                                |

| Arbitro: | Alan Mario Sant |

|               |           |  |
| Rasmussen 33’ | Marcatori |  |

| Arbitro: | Antti Munukka |

|  |           |                 |
|  | Marcatori | 41’ A. Antoniuc |

| Arbitro: | Sergei Lapochkin |

|                       |           |             |
| Jorginho 74’ Lima 85’ | Marcatori | 22’ Igiebor |

| Arbitro: | Pavle Radovanović |

|                                                      |           |  |
| Elyounoussi 35’, 44’ Kamara 84’, 90+2’ Moström 90+5’ | Marcatori |  |

| Arbitro: | Alexander Harkam |

|                                        |           |           |
| Nimaga 15’ Salihi 34’, 83’ Berisha 76’ | Marcatori | 48’ Owens |

| Arbitro: | Ján Valášek |

|  |           |             |
|  | Marcatori | 77’ Gyurcsó |

| Arbitro: | Alejandro Hernández |

|  |           |                         |
|  | Marcatori | 63’ Stanciu 70’ Hamroun |

| Arbitro: | Carlos Del Cerro |

|          |           |  |
| Šuler 5’ | Marcatori |  |

| Arbitro: | Bastian Dankert |

|             |           |  |
| Babović 83’ | Marcatori |  |

| Arbitro: | Paolo Valeri |

|  |           |                             |
|  | Marcatori | 40’ Hämäläinen 62’ Thomalla |

| Baku 15 luglio 2015, ore 18:30 CET | Qarabağ            | 0 – 0 referto | Rudar Pljevlja | Stadio Tofiq Bahramov\| Arbitro: \| Sebastian Colţescu \| |
| Arbitro:                           | Sebastian Colţescu |               |                |                                                           |

| Västerås 15 luglio 2015, ore 19:00 CET | Malmö FF          | 0 – 0 referto | Žalgiris | Swedbank Stadion\| Arbitro: \| Eitan Shmuelevitz \| |
| Arbitro:                               | Eitan Shmuelevitz |               |          |                                                     |

| Arbitro: | Vlado Glodjović |

|                             |           |              |
| Karnickyj 11’ Yablonski 38’ | Marcatori | 32’ McMillan |

| Arbitro: | Daniel Siebert |

|                         |           |  |
| Boyata 44’ Johansen 56’ | Marcatori |  |

| Arbitro: | Neil Doyle |

|               |           |           |
| Henríquez 36’ | Marcatori | 25’ Hadji |

#### Ritorno
| Arbitro: | Daniel Stefański |

|  |           |                         |
|  | Marcatori | 37’ Brašanac 64’ Oumaru |

| Arbitro: | Anatoliy Abdula |

|             |           |  |
| Badoyan 75’ | Marcatori |  |

| Arbitro: | Svein-Erik Edvartsen |

|                          |           |               |
| G. Andronic 26’ Racu 89’ | Marcatori | 25’ Wanderson |

| Arbitro: | Andreas Ekberg |

|              |           |  |
| Havenaar 83’ | Marcatori |  |

| Arbitro: | Andris Treimanis |

|                                                                        |           |                    |
| Jorginho 32’ (aut.) Zahavi 58’ (rig.), 90’ Ben Haim II 61’ Igiebor 82’ | Marcatori | 52’ Rodolfo Soares |

| Arbitro: | Hugo Miguel |

|  |           |                       |
|  | Marcatori | 44’ Pušić 89’ Duelund |

| Arbitro: | Davide Massa |

|                  |           |                 |
| Ljamčevski 90+4’ | Marcatori | 60’ De Vincenti |

| Arbitro: | Benoît Bastien |

|  |           |                |
|  | Marcatori | 55’ Tinnerholm |

| Arbitro: | Christos Nicolaides |

|                                         |           |                        |
| O'Flynn 50’ Snoddy 90+2’ Mitchell 90+3’ | Marcatori | 69’ Berisha 77’ Latifi |

| Arbitro: | Adrien Jaccottet |

|                                    |           |              |
| Jolşïyev 12’ Cañas 43’ Twumasi 58’ | Marcatori | 39’ Rajčevič |

| Arbitro: | Sergei Tsinkevich |

|  |           |                        |
|  | Marcatori | 29’, 40’ Pjaca 75’ Rog |

| Arbitro: | Paweł Raczkowski |

|                            |           |                          |
| Muniru 57’ Tadé 60’ (rig.) | Marcatori | 13’, 84’ Wesley 21’ Bero |

| Arbitro: | Nerijus Dunauskas |

|              |           |              |
| Gyurcsó 107’ | Marcatori | 78’ Williams |

| Dundalk 22 luglio 2015, ore 20:45 CET | Dundalk           | 0 – 0 referto | BATĖ Borisov | Oriel Park\| Arbitro: \| Stavros Tritsonis \| |
| Arbitro:                              | Stavros Tritsonis |               |              |                                               |

| Arbitro: | Kevin Clancy |

|            |           |  |
| Douglas 6’ | Marcatori |  |

| Arbitro: | Georgi Kabakov |

|  |           |              |
|  | Marcatori | 57’ Reynaldo |

| Arbitro: | Jonathan Lardot |

|           |           |                                                    |
| Finsen 7’ | Marcatori | 33’ Biton 49’ Mulgrew 88’ Griffiths 90+3’ Johansen |

#### Tabella riassuntiva
| Squadra 1       | Totale      | Squadra 2        | Andata | Ritorno     |
| --------------- | ----------- | ---------------- | ------ | ----------- |
| Hibernians      | 3 - 6       | Maccabi Tel Aviv | 2 - 1  | 1 - 5       |
| APOEL           | 1 - 1 (gfc) | Vardar           | 0 - 0  | 1 - 1       |
| Qarabağ         | 1 - 0       | Rudar Pljevlja   | 0 - 0  | 1 - 0       |
| Sarajevo        | 0 - 3       | Lech Poznań      | 0 - 2  | 0 - 1       |
| Maribor         | 2 - 3       | Astana           | 1 - 0  | 1 - 3       |
| BATE Borisov    | 2 - 1       | Dundalk          | 2 - 1  | 0 - 0       |
| Ventspils       | 1 - 4       | HJK              | 1 - 3  | 0 - 1       |
| Midtylland      | 3 - 0       | Lincoln Red Imps | 1 - 0  | 2 - 0       |
| Molde           | 5 - 1       | Pyunik           | 5 - 0  | 0 - 1       |
| Malmö           | 1 - 0       | Žalgiris         | 0 - 0  | 1 - 0       |
| Celtic          | 6 - 1       | Stjarnan         | 2 - 0  | 4 - 1       |
| AS Trenčín      | 3 - 4       | Steaua București | 0 - 2  | 3 - 2       |
| Partizan        | 3 - 0       | Dila Gori        | 1 - 0  | 2 - 0       |
| Ludogorets      | 1 - 3       | Milsami Orhei    | 0 - 1  | 1 - 2       |
| Dinamo Zagabria | 4 - 1       | Fola Esch        | 1 - 1  | 3 - 0       |
| Skënderbeu      | 6 - 4       | Crusaders        | 4 - 1  | 2 - 3       |
| The New Saints  | 1 - 2       | Videoton         | 0 - 1  | 1 - 1 (dts) |

## Terzo turno

### Sorteggio
| Campioni                                            | Campioni                                    | Campioni                                                     | Campioni                                          | Piazzati                                            | Piazzati                                                      |
| Gruppo 1                                            | Gruppo 1                                    | Gruppo 2                                                     | Gruppo 2                                          | Piazzati                                            | Piazzati                                                      |
| Teste di serie                                      | Non teste di serie                          | Teste di serie                                               | Non teste di serie                                | Teste di serie                                      | Non teste di serie                                            |
| --------------------------------------------------- | ------------------------------------------- | ------------------------------------------------------------ | ------------------------------------------------- | --------------------------------------------------- | ------------------------------------------------------------- |
| Basilea Steaua Bucarest Celtic Milsami Orhei Astana | Lech Poznań Partizan Qarabağ HJK Skënderbeu | Salisburgo Viktoria Plzeň APOEL BATE Borisov Dinamo Zagabria | Maccabi Tel Aviv Malmö Molde Midtjylland Videoton | Shakhtar Donetsk Ajax CSKA Mosca Club Brugge Monaco | Young Boys Sparta Praga Fenerbahçe Panathīnaïkos Rapid Vienna |

### Risultati

#### Andata
| Arbitro: | Javier Estrada |

|                       |           |                      |
| Dzagoev 14’ Tošić 53’ | Marcatori | 15’ Fatai 57’ Krejčí |

| Arbitro: | Slavko Vinčić |

|             |           |                      |
| Poulsen 88’ | Marcatori | 30’, 33’ De Vincenti |

| Arbitro: | Hüseyin Göçek |

|  |           |                        |
|  | Marcatori | 50’, 73’ (rig.) Salihi |

| Arbitro: | Aljaksej Kul'bakoŭ |

|             |           |                             |
| Itzhaki 79’ | Marcatori | 17’ Mahmutović 21’ Petržela |

| Istanbul 28 luglio 2015, ore 20:00 CET | Fenerbahçe      | 0 – 0 referto | Šachtar | Stadio Şükrü Saraçoğlu\| Arbitro: \| Manuel de Sousa \| |
| Arbitro:                               | Manuel de Sousa |               |         |                                                         |

| Arbitro: | Vladislav Bezborodov |

|                             |           |                      |
| Berg 37’ Karelis 65’ (rig.) | Marcatori | 10’ Bolingoli-Mbombo |

| Arbitro: | Matej Jug |

|             |           |                                      |
| Nuzzolo 74’ | Marcatori | 64’ Kurzawa 72’ Carrillo 75’ Pašalić |

| Arbitro: | Aleksandar Stavrev |

|              |           |                    |
| Vinícius 89’ | Marcatori | 56’ (aut.) Luijckx |

| Arbitro: | Serge Gumienny |

|               |           |            |
| Henríquez 18’ | Marcatori | 21’ Kamara |

| Helsinki 29 luglio 2015, ore 18:00 CET | HJK             | 0 – 0 referto | Astana | Sonera Stadium\| Arbitro: \| Alexandru Tudor \| |
| Arbitro:                               | Alexandru Tudor |               |        |                                                 |

| Arbitro: | Luca Banti |

|                                  |           |  |
| Ulmer 51’ Hinteregger 89’ (rig.) | Marcatori |  |

| Arbitro: | Kevin Blom |

|            |           |               |
| Varela 81’ | Marcatori | 62’ Vulićević |

| Arbitro: | Robert Schörgenhofer |

|            |           |  |
| Boyata 82’ | Marcatori |  |

| Arbitro: | Anthony Taylor |

|              |           |                                   |
| Thomalla 36’ | Marcatori | 34’ M. Lang 77’ Janko 90+2’ Callà |

| Arbitro: | William Collum |

|                     |           |                   |
| Kainz 48’ Berič 76’ | Marcatori | 25’, 43’ Klaassen |

#### Ritorno
| Arbitro: | Bobby Madden |

|  |           |                |
|  | Marcatori | 3’ Sviatchenko |

| Arbitro: | Michael Oliver |

|                                               |           |                             |
| Hussain 43’ Elyounoussi 52’ (rig.) Kamara 75’ | Marcatori | 17’ Pjaca 20’ Ademi 22’ Rog |

| Arbitro: | Ivan Kružliak |

|                      |           |                           |
| Milik 52’ Gudelj 75’ | Marcatori | 12’ Berič 39’, 77’ Schaub |

| Arbitro: | Danny Makkelie |

|                                                            |           |  |
| Ivan Cavaleiro 54’ Kurzawa 64’ Martial 70’ El Shaarawy 77’ | Marcatori |  |

| Arbitro: | Alon Yefet |

|                                                        |           |                                      |
| Twumasi 44’ Cañas 47’ (rig.) Şomko 56’ Postnikov 90+3’ | Marcatori | 4’ Jallow 42’ Baah 86’ (rig.) Zeneli |

| Baku 5 agosto 2015, ore 18:30 CET | Qarabağ              | 0 – 0 referto | Celtic | Stadio Tofiq Bahramov\| Arbitro: \| Martin Strömbergsson \| |
| Arbitro:                          | Martin Strömbergsson |               |        |                                                             |

| Arbitro: | Paolo Mazzoleni |

|                     |           |                           |
| Krejčí 6’ Fatai 16’ | Marcatori | 34’, 51’ Musa 76’ Dzagoev |

| Arbitro: | Kenn Hansen |

|             |           |  |
| Nikolić 82’ | Marcatori |  |

| Arbitro: | Ruddy Buquet |

|                    |           |  |
| B. Bjarnason 90+1’ | Marcatori |  |

| Arbitro: | Stefan Johannesson |

|                                  |           |  |
| Cools 53’ Vázquez 58’ Oulare 82’ | Marcatori |  |

| Arbitro: | Michalīs Koukoulakīs |

|                                   |           |  |
| Đurđić 7’ Rosenberg 14’ Rodić 42’ | Marcatori |  |

| Arbitro: | István Vad |

|                                                      |           |                        |
| Babović 8’ Jevtović 60’ A. Živković 69’ Trujić 90+1’ | Marcatori | 11’ Muniru 33’ Hamroun |

| Arbitro: | Felix Zwayer |

|                                               |           |  |
| Hladkyj 25’ Srna 65’ (rig.) Alex Teixeira 68’ | Marcatori |  |

| Arbitro: | Artur Dias |

|                       |           |  |
| Salihi 16’ Progni 55’ | Marcatori |  |

| Arbitro: | Yevhen Aranovskiy |

|  |           |                        |
|  | Marcatori | 76’ (rig.), 83’ Zahavi |

#### Tabella riassuntiva
| Lech Poznań      | 1 - 4       | Basilea          | 1 - 3 | 0 - 1 |
| Milsami Orhei    | 0 - 4       | Skënderbeu       | 0 - 2 | 0 - 2 |
| HJK              | 3 - 4       | Astana           | 0 - 0 | 3 - 4 |
| Celtic           | 1 - 0       | Qarabağ          | 1 - 0 | 0 - 0 |
| Steaua București | 3 - 5       | Partizan         | 1 - 1 | 2 - 4 |
| Midtylland       | 2 - 2 (gfc) | APOEL            | 1 - 2 | 1 - 0 |
| Maccabi Tel Aviv | 3 - 2       | Viktoria Plzeň   | 1 - 2 | 2 - 0 |
| Dinamo Zagabria  | 4 - 4 (gfc) | Molde            | 1 - 1 | 3 - 3 |
| Videoton         | 1 - 2       | BATE Borisov     | 1 - 1 | 0 - 1 |
| RB Salisburgo    | 2 - 3       | Malmö            | 2 - 0 | 0 - 3 |
| Piazzate         |             |                  |       |       |
| Panathīnaïkos    | 2 - 4       | Club Brugge      | 2 - 1 | 0 - 3 |
| Young Boys       | 1 - 7       | Monaco           | 1 - 3 | 0 - 4 |
| CSKA Mosca       | 5 - 4       | Sparta Praga     | 2 - 2 | 3 - 2 |
| Rapid Vienna     | 5 - 4       | Ajax             | 2 - 2 | 3 - 2 |
| Fenerbahçe       | 0 - 3       | Shakhtar Donetsk | 0 - 0 | 0 - 3 |